# Атешкуг
Атешкуг (перс. اتشكوه) — село в Ірані, у дегестані Бакерабад, у Центральному бахші, шахрестані Магаллат остану Марказі. За даними перепису 2006 року, його населення становило 23 особи, що проживали у складі 8 сімей.

## Клімат
Середня річна температура становить 13,50 °C, середня максимальна – 31,12 °C, а середня мінімальна – -8,26 °C. Середня річна кількість опадів – 175 мм.
| Клімат поселення                              | Клімат поселення | Клімат поселення | Клімат поселення | Клімат поселення | Клімат поселення | Клімат поселення | Клімат поселення | Клімат поселення | Клімат поселення | Клімат поселення | Клімат поселення | Клімат поселення | Клімат поселення |
| Показник                                      | Січ.             | Лют.             | Бер.             | Квіт.            | Трав.            | Черв.            | Лип.             | Серп.            | Вер.             | Жовт.            | Лист.            | Груд.            |                  |
| Середній максимум, °C                         | 8,91             | 10,91            | 16,02            | 22,04            | 26,60            | 30,18            | 31,12            | 30,40            | 26,75            | 20,69            | 14,63            | 8,57             |                  |
| Середня температура, °C                       | 0,31             | 2,34             | 7,44             | 13,46            | 18,01            | 21,60            | 25,56            | 24,83            | 21,18            | 15,13            | 9,06             | 3,02             |                  |
| Середній мінімум, °C                          | −8,26            | −6,26            | −1,14            | 4,88             | 9,43             | 13,02            | 20,00            | 19,28            | 15,62            | 9,57             | 3,51             | −2,54            |                  |
| Норма опадів, мм                              | 30               | 28               | 33               | 22               | 14               | 2                | 2                | 1                | 0                | 6                | 15               | 22               |                  |
| Середньомісячна швидкість вітру, м/с          | 1.25             | 1.97             | 2.38             | 2.81             | 2.62             | 2.42             | 2.39             | 2.27             | 2.06             | 1.89             | 1.54             | 1.43             |                  |
| Середньомісячна сонячна радіація, кДж/м²·день | 9959             | 13215            | 15762            | 18973            | 22805            | 26629            | 25888            | 24380            | 21478            | 16175            | 11733            | 9636             |                  |
| --------------------------------------------- | ---------------- | ---------------- | ---------------- | ---------------- | ---------------- | ---------------- | ---------------- | ---------------- | ---------------- | ---------------- | ---------------- | ---------------- | ---------------- |
| Джерело:                                      |                  |                  |                  |                  |                  |                  |                  |                  |                  |                  |                  |                  |                  |